# Strażnica WOP Ustrzyki Dolne
Strażnica w Ustrzykach Dolnych:
1. podstawowy pododdział graniczny Wojsk Ochrony Pogranicza.
2. graniczna jednostka organizacyjna polskiej straży granicznej realizująca zadania bezpośrednio w ochronie granicy państwowej.

## Formowanie i zmiany organizacyjne
Po rozwiązaniu w 1991 roku Wojsk Ochrony Pogranicza, strażnica w Ustrzykach Dolnych weszła w podporządkowanie Bieszczadzkiego Oddziału Straży Granicznej.
Z dniem 2 stycznia 2003 roku strażnica SG w Ustrzykach Dolnych została włączona w strukturę Granicznej Placówki Kontrolnej w Krościenku. Od tego dnia GPK w Krościenku przejęła służbową odpowiedzialność za ochronę odcinka granicy państwowej podległy dotychczas rozwiązanej strażnicy.

## Ochrona granicy
Z chwilą utworzenia Bieszczadzkiego Oddziału Straży Granicznej w Przemyślu, w maju 1991 Strażnica SG w Ustrzykach Dolnych ochraniała odcinek granicy państwowej z Ukrainą:
- Włącznie od znaku granicznego nr 485, wyłącznie do znaku granicznego nr 376.
- Linia rozgraniczenia z:

1. Strażnicą SG w Hermanowicach: włącznie znak gran. nr 485, dalej granicą gmin Fredropol i Krasiczyn oraz Ustrzyki Dolne i Bircza.
2. Strażnicą SG w Lutowiskach: granicą gmin Ustrzyki Dolne i Solina oraz Czarna dalej wzdłuż prawego brzegu rzeki San do granicy gminy Olszanica

## Dowódcy/ komendanci strażnicy
- kpt. Edward Płoszyński[4]
- por. SG Jerzy Kalinowski (1991-?)[5]